# 小村站
小村站是一个成昆铁路元昆段上的乘降所，位于云南省楚雄彝族自治州牟定县安乐乡羊旧村，建于1970年，邮政编码为675503。北上距攀枝花站141公里，成都站890公里，南下距广通站57公里，昆明站210公里。车站隶属中国铁路昆明局集团广通车务段管辖，原为四等站，2020年初拆除侧线改建为乘降所。该站目前客运每日有一对慢车办理乘降业务，不办理货运业务。

## 概要
小村站海拔1240米，设有2条股道，站舍面积1700平方米:398。车站上行方向设有六渡河展线。展线长10千米，共有6座隧道、7座大桥，线路经过两个灯泡线后到达海拔1240米的羊臼河站；下行方向则是巴格勒展线：巴格勒展线呈螺旋形，设有隧道6座、桥梁7座。

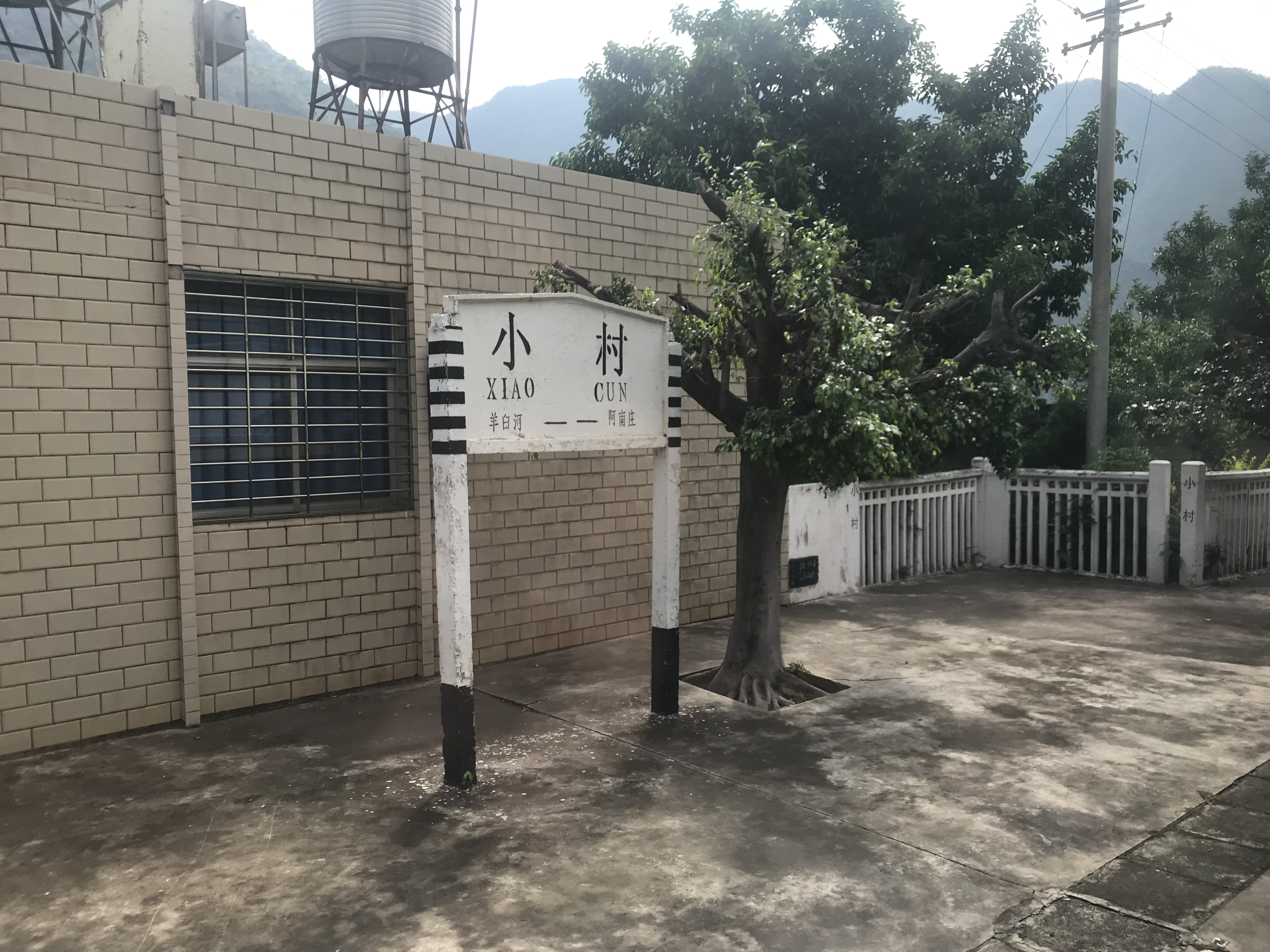
站牌
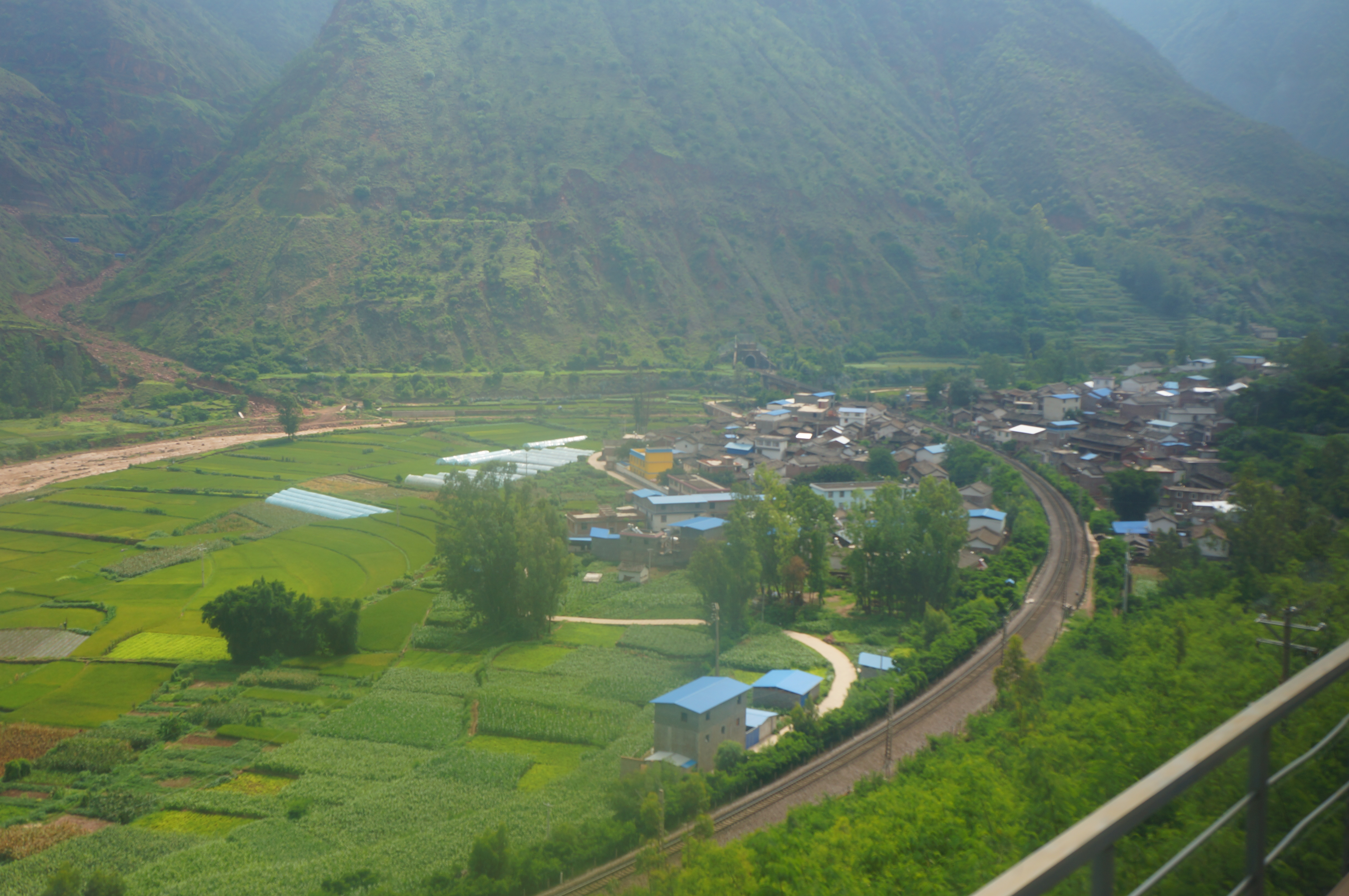
六渡河展线下层
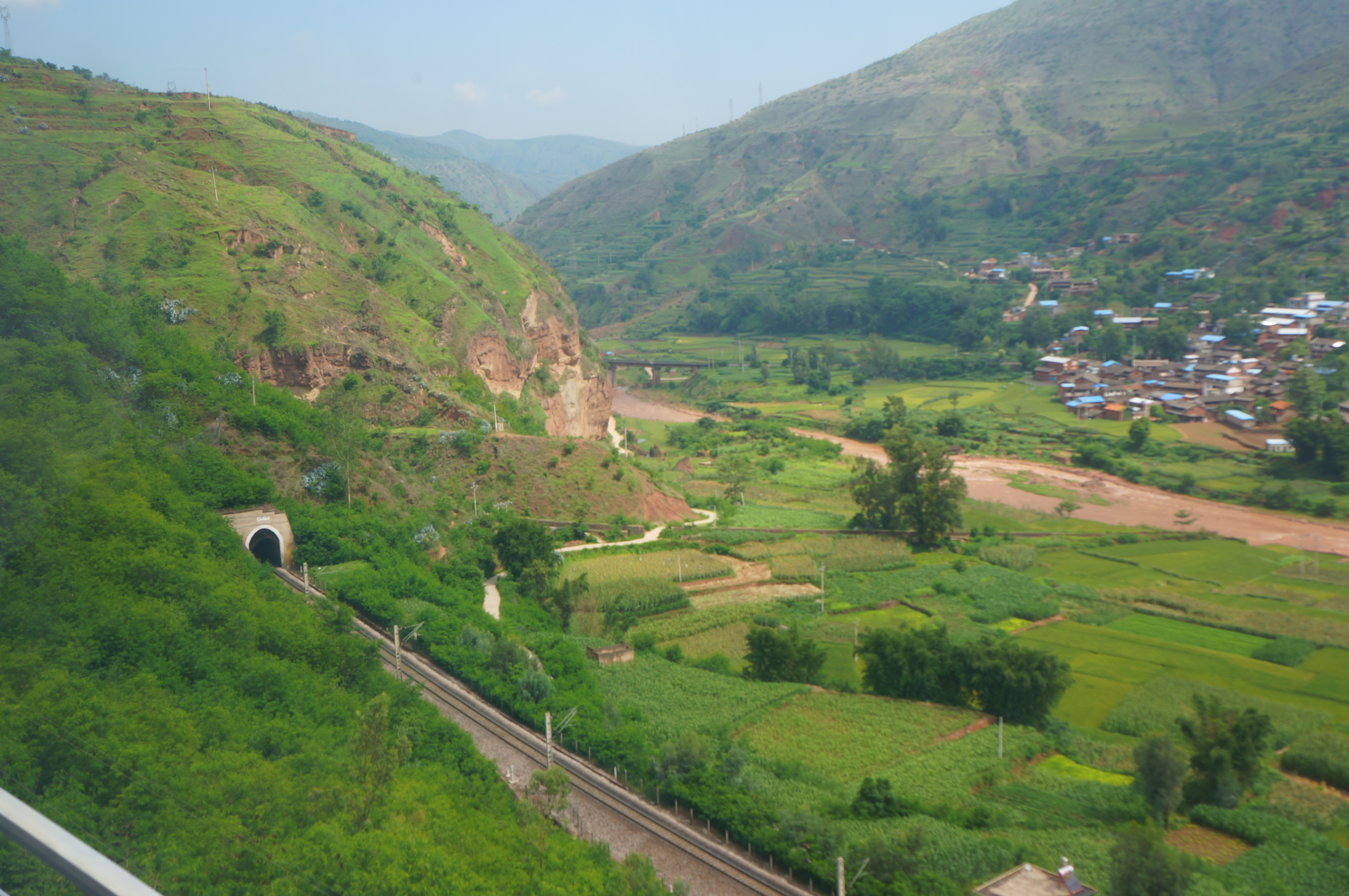
六渡河展线中层
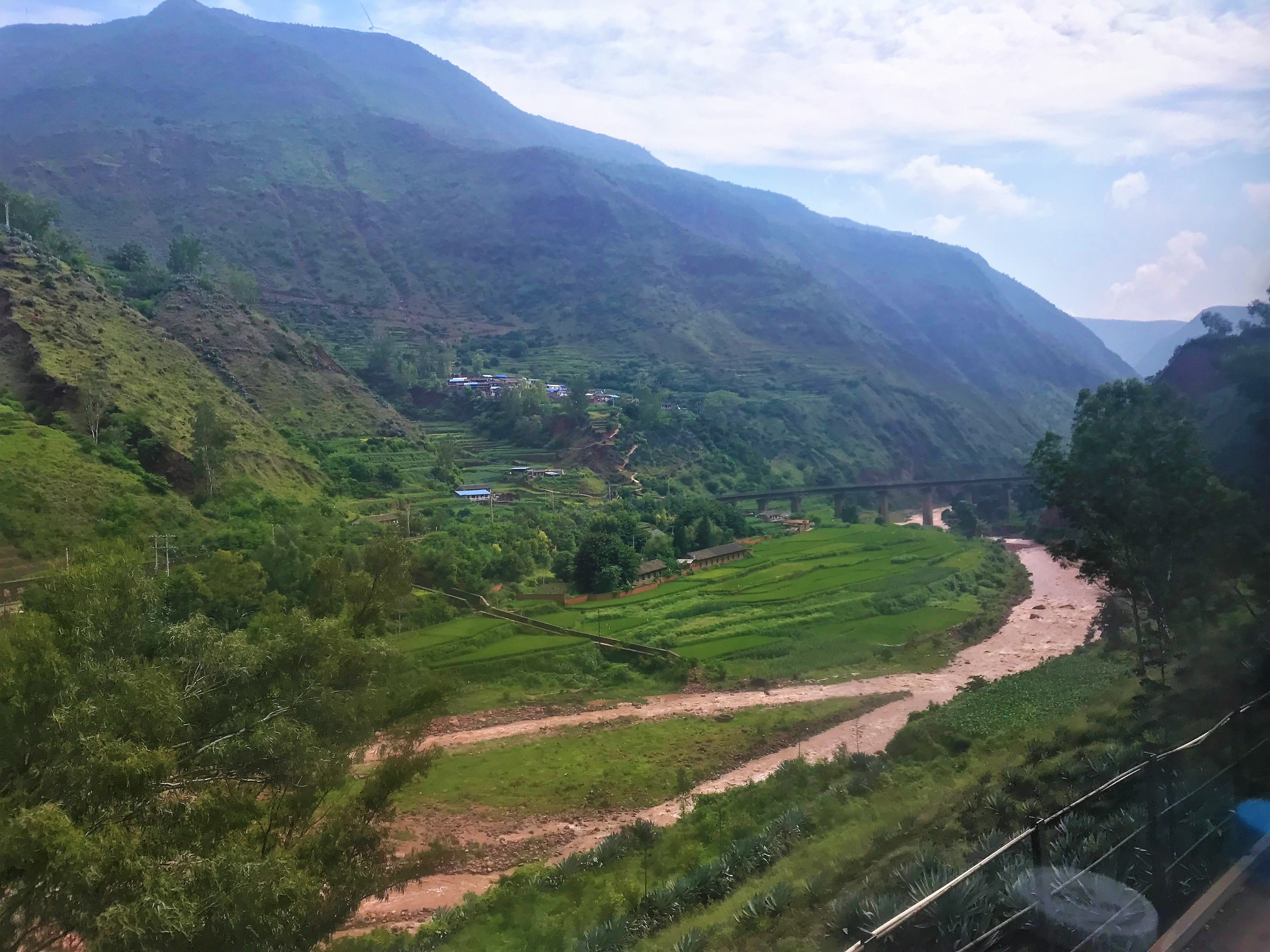
巴格勒展线下层